# Norrköpings AIS
Norrköping AIS, Norrköpings Allmänna Idrottssällskap (förkortat NAIS), är en idrottsförening från Norrköping bildad 1909 under namnet Norrköpings Allmänna Idrottsklubb (NAIK). 1919 gick Norrköpings idrottssällskap upp i föreningen och man tog det nuvarande namnet. 
Vid starten 1909 var fotbollen störst men friidrott var också en viktig verksamhetsgren. 1921 lades fotbollen ner och orientering togs upp på programmet. Under 2006 organiserades föreningen om till tre separata föreningar en för varje kvarvarande aktiv idrott: handboll, orientering och klättring.

## Ishockey
Ishockeysektionen bildades 1939 och de första åren spelade man i Norrköpingsserien. Åren 1943–1948 spelade föreningen i Division II Södra och nådde som bäst tredje plats (1944, 1946 och 1948).